# Stationnarité (probabilités)
La stationnarité d'une loi est son invariance par translation. La loi spatiale d'un multiplet quelconque de points (de dimensions et orientation fixées) ne dépend pas de l'implantation de ce multiplet.